# Vladichthys gloverensis
Vladichthys gloverensis är en fiskart som först beskrevs av Greenfield och Greenfield, 1973.  Vladichthys gloverensis ingår i släktet Vladichthys och familjen paddfiskar. Inga underarter finns listade i Catalogue of Life.